# Монастирський (струмок)
Монастирський (пол. Manasterski) — струмок в Україні у Тернопільському районі Тернопільської області. Правий доплив річки Золота Липа (басейн Дністра).

## Опис
Довжина струмка приблизно 12,04 км, найкоротша відстань між витоком і гирлом — 10,47  км, коефіцієнт звивистості річки — 1,15 . Формується багатьма струмками та загатами.

## Розташування
Бере початок у селі Надорожнів. Тече переважно на південний схід понад селами Червоне та Мечищів, через село Рибники і впадає у річку Золоту Липу, ліву притоку річки Дністра.

## Притоки
- Мечищівський (права), Вільховець (ліва).